# Cixiopsis punctatus
Cixiopsis punctatus är en insektsart som beskrevs av Matsumura 1900. Cixiopsis punctatus ingår i släktet Cixiopsis och familjen Dictyopharidae. Inga underarter finns listade i Catalogue of Life.